# Ana María Bordas
Ana María Bordas Julve (Barcelona, España, 8 de diciembre de 1959) es una periodista española.

## Biografía
Es licenciada en Ciencias de la información por la Universidad Autónoma de Barcelona.
Tras finalizar sus estudios universitarios, dio comienzo su carrera profesional como periodista en Radiocadena Española en 1982, trabajando como redactora contratada hasta 1984, cuando pasó a editar y presentar el informativo matinal junto a Elisenda Roca.
Posteriormente hasta 1988 fue redactora fija de Radio Nacional de España en Barcelona, siendo entre otras cosas, periodista de política y editora de informativos y redactora de internacional en los informativos de fin de semana de TVE Cataluña.
Entre junio de 1989 y mayo de 1992 fue corresponsal de RNE en la capital estadounidense, Washington D. C. En 1992 fue coordinadora de información no deportiva de la Radio Olímpica de RNE - Ràdio 4 durante la celebración de los Juegos Olímpicos de Barcelona y desde 1992 a 1996 fue responsable de información política y local en RNE.
Posteriormente, entre septiembre de 1996 y julio de 1997 fue directora de Informativos de RNE Cataluña y más tarde, entre julio de 1997 y junio de 2005 fue directora de RNE Cataluña. Ulteriormente, entre julio de 2005 y enero de 2008 fue delegada de Relaciones Institucionales de TVE Cataluña; de febrero de 2008 a diciembre de 2010 fue directora de Comunicación de TVE Cataluña; de diciembre de 2010 a noviembre de 2012 fue directora de TVE Cataluña y de diciembre de 2012 a octubre de 2014 tras la fusión de TVE y RNE en Cataluña, fue la directora de RTVE Cataluña con sede en San Cugat del Vallés. Seguidamente, desde mayo de 2014 a mayo de 2017 fue miembro electa del Comité de Radio de la UER.
Tras salir de la dirección de RTVE Cataluña, es directora de La 2 entre diciembre de 2014 y abril de 2015. Durante su mandato destacó por organizar la parrilla de programación y dar espacio a la ficción europea. Después de eso, entre mayo de 2015 y mayo de 2016, fue directora de Programación de Televisión Española.
Subsiguientemente, entre junio de 2016 y junio de 2021 fue directora de Proyectos Internacionales de TVE y desde marzo de 2017 a junio de 2021, cojefa —posteriormente en solitario— junto a Antonio Losada de la Delegación Española en el Festival de la Canción de Eurovisión en sustitución de Federico Llano que dimitió.
Bajo su jefatura además, se produjo la vuelta de España al resto de concursos de la familia de Eurovisión, como el Festival de Eurovisión de Jóvenes Músicos, al que TVE volvió en 2018 con la violinista Sara Valencia y al Festival de la Canción de Eurovisión Junior en 2019, que se saldó con un tercer puesto en el certamen de la mano de Melani García y su tema Marte y en 2020 con otro tercer puesto para Soleá Fernández y su tema Palante.
Desde el 2 de junio de 2017 es vicepresidenta del Comité de Televisión de la UER y el 22 de marzo de 2021 entró a formar parte del grupo de referencia del Festival de la Canción de Eurovisión Junior en la UER representando a RTVE. Al mismo tiempo, entre 2018 y 2021 es aspirante al concurso público para la selección de los miembros del Consejo de Administración y del Presidente de la Corporación RTVE. Desde marzo de 2023 forma parte del grupo de referencia del Festival de la Canción de Eurovisión en la UER representando a RTVE y el 15 de junio de 2025 fue nombrada como presidenta del grupo.
Desde junio de 2021 hasta enero de 2025 es directora de Originales de RTVE y desde esa fecha, directora de Producción de Contenidos de RTVE, estando bajo su dirección las áreas de Magacines, Entretenimiento, Contenidos Infantiles–Clan y Sociedad y la unidad de Nuevos Formatos —anteriormente también la unidad de Planificación de Áreas de Contenidos y Planeta Verde—. Al mismo tiempo sigue siendo jefa de la Delegación Española en Eurovisión, pero debido a la acumulación de tareas, Bordas nombró a Eva Mora, jefa adjunta de la Delegacióndesde agosto de 2021 y mayo de 2023. Desde mayo de 2023, Bordas es jefa de la Delegación en solitario